# Gesees
Gesees là một đô thị ở huyện Bayreuth bang Bayern nước Đức. Đô thị Gesees có diện tích 9,9 km², dân số thời điểm ngày 31 tháng 12 năm 2006 là 1243 người.